# Bistum Alais
Das Bistum Alais (lateinisch Dioecesis Alesiensis) war eine in Südfrankreich gelegene Diözese der römisch-katholischen Kirche mit Sitz in Alès (Schreibweise während der Zeit der Existenz des Bistums: Alais).

## Geschichte
Das Bistum Alais wurde am 17. Mai 1694 durch Papst Innozenz XII. mit der Päpstlichen Bulle Animarum zelus aus Gebietsabtretungen des Bistums Nîmes errichtet.
Am 29. November 1801 wurde das Bistum Alais infolge des Konkordates von 1801 durch Papst Pius VII. mit der Päpstlichen Bulle Qui Christi Domini aufgelöst und das Territorium wurde den Bistümern Avignon und Mende angegliedert.
Das Bistum Alais war dem Erzbistum Narbonne als Suffraganbistum unterstellt. Im Jahre 1744 umfasste das Bistum 80 Pfarreien.
Am 9. Februar 2009 wurde das Bistum Alais als Titularbistum Arisitum wiedererrichtet.
|  |  |

## Bischöfe von Alais
1. François Chevalier de Saulx, 1694–1712
2. Louis-François-Gabriel de Hennin-Liétard, 1713–1720, dann Erzbischof von Embrun
3. Charles de Bannes d’Avéjan, 1721–1744
4. Louis-François de Vivet de Montclus, 1744–1755
5. Jean-Louis du Buisson de Beauteville, 1756–1776
6. Pierre-Marie-Madeleine Cortois de Balore, 1776–1784, dann Bischof von Nîmes
7. Louis-François Kardinal de Bausset-Roquefort, 1784–1801